# Matt Bevin

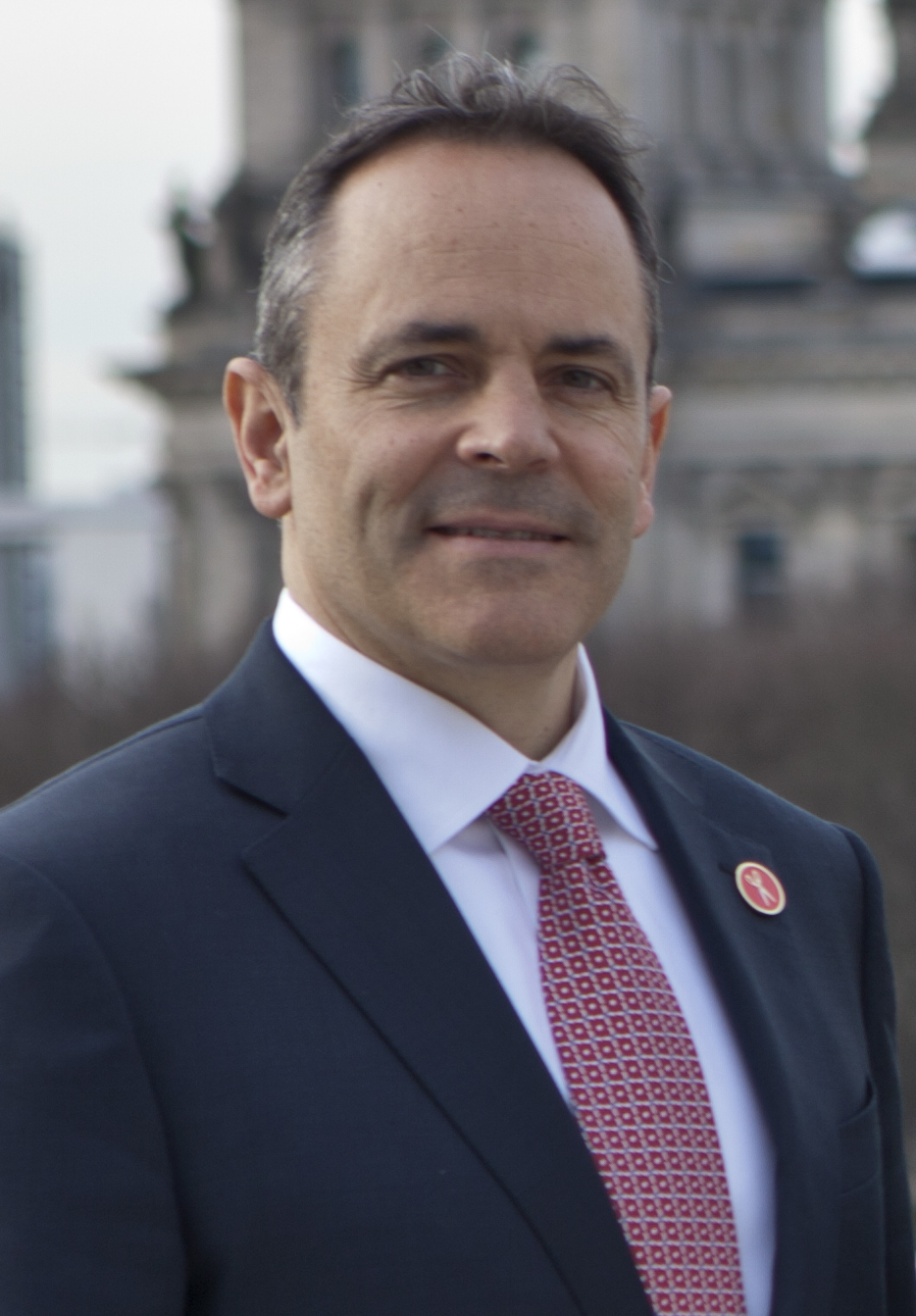
Matt Bevin (2016)

Matthew Griswold „Matt“ Bevin (* 9. Januar 1967 in Denver, Colorado) ist ein amerikanischer Politiker der Republikanischen Partei. Bevin wurde am 8. Dezember 2015 als Gouverneur des US-Bundesstaates Kentucky vereidigt. Er trat im November 2019 zur Wiederwahl an, bei der er jedoch seinem demokratischen Konkurrenten Andy Beshear unterlag, der ihn am 10. Dezember 2019 ablöste.
In der parteiinternen Vorwahl für den US-Senat war der der Tea-Party-Bewegung zugerechnete Bevin 2014 dem Amtsinhaber Mitch McConnell unterlegen.

## Familie und Ausbildung
Das zweitälteste von sechs Kindern einer Arbeiterfamilie wuchs auf einer Farm in Coös County im US-Bundesstaat New Hampshire auf. Sein Vater verdiente in einer Holzmühle den Lebensunterhalt. Es gelang der Familie, Bevin auf die private Gould Academy nach Bethel, Maine zu schicken. Mit Hilfe eines Stipendiums des Reserve Officer Training Corps besuchte Bevin die Washington and Lee University in Lexington, Virginia und schloss sie 1989 ab.
Matt Bevin ist seit 1996 verheiratet. Mit seiner Frau Glenna, einer Krankenschwester, hat Bevin neun Kinder; vier von ihnen haben sie aus Äthiopien adoptiert.

## Berufliche Laufbahn
Nach seinem Universitätsabschluss diente Bevin vier Jahre als Soldat in der United States Army, in der er den Rang eines Captains erreichte. Bevin begann seine berufliche Karriere als Finanzberater für die SEI Investments Company zunächst in Boston, später in Philadelphia. Anschließend wurde er zum Vizepräsidenten von Putnam Investments ernannt. 1999 zog er nach Kentucky, wo er im Jahr 2003 ein Unternehmen gründete. 2011 wurde er Präsident der Bevin Brothers Manufacturing Company in East Hampton, Connecticut und ist heute Multimillionär.

## Politische Laufbahn
Bevins politische Laufbahn begann als Mitarbeiter des konservativen Think Tanks Bluegrass Institute for Public Policy Solutions mit Sitz in Bowling Green, Kentucky. Er spendete größere Summen, um Wahlkämpfe republikanischer Kandidaten wie Rand Paul und Mitt Romney und der Republikaner im Bundesstaat zu finanzieren. 2004 zählte er zu den Unterstützern Michael Peroutkas, des Kandidaten der Constitution Party für die US-Präsidentschaft.

### Senatskandidatur
2014 kandidierte Bevin für den US-Senat, unterlag jedoch in der parteiinternen Vorwahl im Mai des Jahres dem Mandatsinhaber, späteren Wahlsieger und heutigen Mehrheitsführer im US-Senat Mitch McConnell. Bevin, der von Teilen der rechten Parteibasis und insbesondere der Tea Party in einer „Anti-Establishment“-Stimmung gegen den altgedienten Amtsinhaber McConnell unterstützt worden war, hatte mehrere Millionen US-Dollar seines eigenen Vermögens in den Wahlkampf gesteckt und erst durch die Unterstützungserklärung Rand Pauls für McConnell, des 2010 mittels der Tea Party zum US-Senator gewählten libertären Parteifreundes, die Chance auf eine Nominierung gegen den als harten Wahlkämpfer geltenden Amtsinhaber verloren.

### Gouverneur
2015 gab er bekannt, für das Amt des Gouverneurs von Kentucky zu kandidieren. Obwohl in vielen Umfragen sein demokratischer Gegenkandidat Jack Conway teils deutlich vorne lag und der bisherige Amtsinhaber Steve Beshear ebenfalls Demokrat war, erhielt Bevin 52,5 Prozent der Wählerstimmen gegenüber 44 Prozent für Conway – das schlechteste Ergebnis eines demokratischen Gouverneurskandidaten im Bundesstaat seit dem Bürgerkrieg.
Der Republikaner stilisierte sich als Außenseiter und Anti-Establishment-Kandidat, der wegen persönlichen Reichtums vom etablierten Politikbetrieb unabhängig sei, und lehnte sich damit an den ähnlich argumentierenden Donald Trump an, der damals in der republikanischen Vorwahl für die US-Präsidentschaft 2016 führte. Ursprünglich hatte Bevin seinen Wahlkampf auf Wirtschaftspolitik ausgerichtet, schwenkte aber auf sozialpolitische Themen um. Er setzte auf umstrittene Positionen zur Gesundheitsreform und zur Gleichstellung homosexueller Partnerschaften, um in der wenig beachteten Wahl mit niedriger Beteiligung (sogenannte „off-year election“) seine Anteile durch Mobilisierung der rechten und evangelikalen Basis zu erhöhen. Es beteiligten sich nur 30 Prozent der Wahlberechtigten. Weder er noch sein demokratischer Gegenkandidat galten politischen Beobachtern als besonders überzeugende Kandidaten; die Bundespartei hatte Bevin zeitweilig sogar ihre finanzielle Unterstützung entzogen. Chris Cilliza urteilte in der Washington Post, der republikanische Sieg lasse sich allein auf die anhaltende Unbeliebtheit Präsident Obamas in Kentucky zurückführen; die Strategie der Republikaner aus den Halbzeitwahlen 2014, regionale Wahlen zu Abstimmungen über die Politik der Regierung Obama umzudeuten, sei auch hier erfolgreich gewesen.
Bevins Amtszeit als Gouverneur war trotz der guten wirtschaftlichen Entwicklung von Streitigkeiten wegen seines konfrontativen Stils begleitet. Viele seiner Äußerungen waren umstritten; er bekannte etwa, er habe seine Kinder nicht gegen Windpocken impfen lassen und sei einer Impfpflicht gegenüber skeptisch. Im zweiten Quartal 2019 war er mit einer Zustimmungsrate von 32 Prozent in einer Umfrage von Morning Consult der unbeliebteste Gouverneur in den USA überhaupt. In dem bisherigen Attorney General Kentuckys Andy Beshear, dem Sohn seines Amtsvorgängers, erhielt Bevin einen starken Konkurrenten auf demokratischer Seite; er selbst gewann die Vorwahl der Republikaner nur knapp mit 52 Prozent der Stimmen. Für seinen Hauptwahlkampf zur Gouverneurswahl im November 2019 suchte Bevin die Nähe zu Präsident Trump.

## Politische Positionen
Bevin vertritt konservative Werte. So unterstützt er das System von Bildungsgutscheinen, tritt für niedere Steuern ein und beabsichtigt, das Right-to-work-law, ein Gesetz, das Gewerkschaften in ihren Rechten beschneiden soll, auch in Kentucky einzuführen. Er hat angekündigt, die Erweiterung der staatlichen Gesundheitsfürsorge, die der bisherige Gouverneur Steve Beshear im Rahmen des von der Regierung Obama beschlossenen Affordable Care Act eingerichtet und die für ein Absinken des Anteils Unversicherter im Bundesstaat um 400.000 Personen von 20 auf 9 Prozent der Bevölkerung gesorgt hatte, rückgängig zu machen. Politische Beobachter gehen davon aus, dass die damit verbundenen politischen Streitigkeiten zu einer erneuten Diskussion über Obamas Gesundheitsreform führen werden, nachdem der Supreme Court deren Rechtmäßigkeit festgestellt und damit die politischen Diskussionen zu dem Thema beruhigt hatte. In der umstrittenen Frage des Umgangs mit der Stadtschreiberin Kim Davis, die wegen ihrer Weigerung, die Trauung homosexueller Paare trotz amtlicher Anweisung anzuerkennen, kurzzeitig inhaftiert und in rechtskonservativen Kreisen zu einer politischen Märtyrerin stilisiert war, stellte sich Bevin im September klar hinter sie. Er besuchte sie zusammen mit den konservativen US-Präsidentschaftskandidaten Mike Huckabee und Ted Cruz im Gefängnis, sicherte ihr öffentlich seine volle Solidarität zu und sprach sich gegen eine Gleichstellung homosexueller Partnerschaften mit der Ehe aus.